# 绿铜锌矿
绿铜锌矿（英語：Aurichalcite）是一种碳酸盐矿物，通常在铜和锌矿床中作为次生矿物被发现。化学式为(Zn,Cu)5(CO3)2(OH)6。锌与铜的比例约为5:4。

## 發現
绿铜锌矿通常出现在铜和锌矿床的氧化带中。伴生矿物包括：锌孔雀石、菱锌矿、异极矿、水锌矿、孔雀石和蓝铜矿。